# Progress M-09M
Progress M-09m (in russo: Прогресс М-09М), identificata per la NASA come Progress 41 o 41P, è un veicolo spaziale Progress che è stato lanciato nel 2011 per rifornire la Stazione spaziale internazionale. È stato il nono veicolo spaziale Progress-M 11F615A60 ad essere lanciato, e ha il numero di serie 409. La sonda è stato fabbricato da RKK Energia, ed è gestito dalla agenzia spaziale federale russa. È arrivato alla stazione spaziale durante la Expedition 26 e si è sganciato durante la Expedition 27.

## Lancio e docking
Progress M-09m è stato lanciato dal Pad 1 / 5 presso il cosmodromo di Baikonur il 28 gennaio 2011 alle 01:31:39 UTC. Il lancio ha utilizzato un vettore Soyuz-U, che ha posto la navicella Progress in un'orbita terrestre bassa con un perigeo di 193,5 km (120,2 km) e un apogeo di 254,6 km (158,2 km), incline a 51,65 gradi. La navicella Progress ha successivamente aumentato la sua orbita, e ha fatto un rendezvous con la stazione spaziale. È arrivato alla ISS il 30 gennaio 2011, con successo attraccò al porto Nadir del Pirs alle 02:39 UTC.

## Cargo
Progress M-09m trasporta 2.666 chilogrammi (5.880 £) di carico alla stazione spaziale, costituito da 1.444 kg (3.180 lb) di carico secco, 752 chilogrammi (1.660 libbre) di propellente, 50 kg (110 libbre) di ossigeno e 420 chilogrammi (930 libbre) di acqua. Del combustibile a bordo della sonda, 250 chilogrammi (550 libbre) sono riservati per le manovre orbitali mentre ancorata, come ad esempio alzando o abbassando stazione orbita, mentre i rimanenti 502 kg (1.110 lb) sarà utilizzato per il rifornimento di carburante della stazione stessa.
Il carico secco a bordo di Progress M-09m comprende componenti per l'ossigeno e sistemi di approvvigionamento idrico e il sistema di controllo termico, nonché attrezzature per il controllo hardware e di telemetria e sistemi elettrici della stazione. Anche a bordo della navicella 147 kg (320 libbre) di attrezzature per lo svolgimento di ricerche scientifiche a bordo della stazione. Per l'equipaggio, del carico alimentare, medico e materiale per l'igiene sarà consegnato, così come gli oggetti personali e documenti tra libri da Konstantin Tsiolkovsky e un regalo di compleanno per il comandante della stazione Scott J. Kelly.
Il modulo Kedr  è stato consegnato alla Stazione Spaziale Internazionale a bordo della Progress M-09m. Si tratta di un satellite per radioamatori che sarà dispiegata dalla stazione durante una EVA il 16 febbraio. Il satellite sarà gestito da RSC Energia, e fa parte del programma RadioSkaf. Esso è destinato a commemorare il cinquantesimo anniversario della missione Vostok 1.

## Inventario
Massa totale del carico consegnato: 2666 kg

## Uscita dall'orbita
Il Progress M-09m è stato sganciato dal modulo Pirs alle ore 11.41 UTC del 22 aprile 2011.  Dopo aver lasciato la stazione spaziale, la navicella è stata usata per l'esperimento scientifico Radar-Progress per indagare su una caratteristica riflesso del plasma generato dalla gestione operativa della propulsione del Progress.  Dopo il completamento di questo esperimento il modulo è stato deorbitato ed è stato fatto rientrare nel Pacifico meridionale. La manovra di uscita dall'orbita è stata effettuata il 26 aprile 2011, con la caduta dei detriti nell'oceano alle 13:23 UTC.